# Nicolino Cabitza
Nicolino Cabitza (Ploaghe, 1º febbraio 1904 – Sassari, 26 luglio 1983) è stato un chitarrista italiano, esponente del canto sardo a chitarra, del primo periodo insieme a Ignazio Secchi e Adolfo Merella.
Padre di Aldo era stato uno stimato chitarrista di cantu a chiterra, aveva appreso da giovanissimo la tecnica. 
A Milano aveva partecipato alle incisioni per La voce del padrone con Maria Rosa Punzirudu e Gavino De Lunas.

## Biografia
Aveva esordito come cantante all'età di 14 anni, nel 1918, partecipa a Florinas a una gara di canto insieme a Paulu Deriu, di seguito si esibì insieme a Degortes e soprattutto insieme a Candida Mara, con la quale si sentiva particolarmente a suo agio. Ma appena due anni dopo, a causa della perdita della voce, dovette rinunciare al canto, perciò si dedicò alla chitarra. 
Nel 1924 si arruolò nell'Arma dei Carabinieri, dalla quale si congedò tre anni dopo, per poter coltivare la sua vera passione quella del cantu a chiterra. Si stabilì a Codrongianos dove esercitò il mestiere di fabbro.
I primi tempi il suo stile era quello dedotto dai fratelli Secchi (Peppino e Ignazio), i quali erano soliti accompagnare il canto con l'arpeggio, in seguito iniziò ad utilizzare il plettro.
Nel 1962 a Codrongianos, per la prima volta accompagnò i cantadores, oltre che con la chitarra, insieme alla fisarmonica suonata, in quell'occasione, dal giovanissimo Peppino Pippia.